# Steven McLean
Steven McLean (* 1. April 1981) ist ein schottischer Fußballschiedsrichter. Sein Bruder Brian McLean ist Fußballprofi.

## Karriere
Steven McLean wurde 1997 Schiedsrichter und leitet seit dem Jahr 2003 Spiele innerhalb der Scottish Football League. Ab 2007 pfiff er Spiele in der Ersten Liga, der Scottish Premier League und der späteren Scottish Premiership. Ab 2010 ist der Schotte zudem als FIFA-Schiedsrichter im Europapokal und internationalen Länderspielen im Einsatz.
In der Spielzeit 2013/14 leitete McLean als Unparteiischer das Endspiel um den Schottischen Ligapokal. Im Mai 2016 wird er das Endspiel um den schottischen Pokal pfeifen.

### Einsätze in Länderspielen
| Anlass             | Datum         | Spielort   | Heimmannschaft | Gastmannschaft | Ergebnis  |
| ------------------ | ------------- | ---------- | -------------- | -------------- | --------- |
| EM-Qualifikation   | 6. Sep. 2011  | Serravalle | San Marino     | Schweden       | 0:5 (0:0) |
| EM-Qualifikation   | 13. Okt. 2015 | Riga       | Lettland       | Kasachstan     | 0:1 (0:0) |
| Freundschaftsspiel | 24. März 2016 | Cardiff    | Wales          | Nordirland     | 1:1 (0:0) |